# Riddim Driven: Renegade
Riddim Driven: Renegade jest dwudziestą piątą składanką z serii Riddim Driven. Została wydana w kwietniu 2002 na CD i LP. Album zawiera piosenki nagrane na riddimie "Renegade" stworzonym przez Collina "Bulby'ego" Yorka i Lynforda "Fatta" Marshalla.

## Lista
1. "Why" - Lexxus, Mr. Vegas
2. "How It A Go" - Capleton
3. "Nah Complain" - Spragga Benz
4. "Renegade" - Sizzla
5. "Woman Something" - Junior Kelly
6. "Look" - Elephant Man
7. "Gal Factory" - Bling Dawg, Notch
8. "One Night Stand" - Robyn, Lady Saw
9. "War Dem Again" - Frisco Kid
10. "Close To Me" - Harry Toddler
11. "Jedi" - Future Troubles
12. "Jiggalo" - Anthony B
13. "Children Children" - Leego
14. "Gimmi De Vibes" - Chaka Demus
15. "Tashoy" - Kiprich
16. "Run and Hide" - Chicken
17. "Only Fifteen" - Lukie D
18. "Grudge You" - Daddy Lizard
19. "They Don't Know" - Mr. Vegas
20. "Rah Rah" - Black Rat